# Aerostática

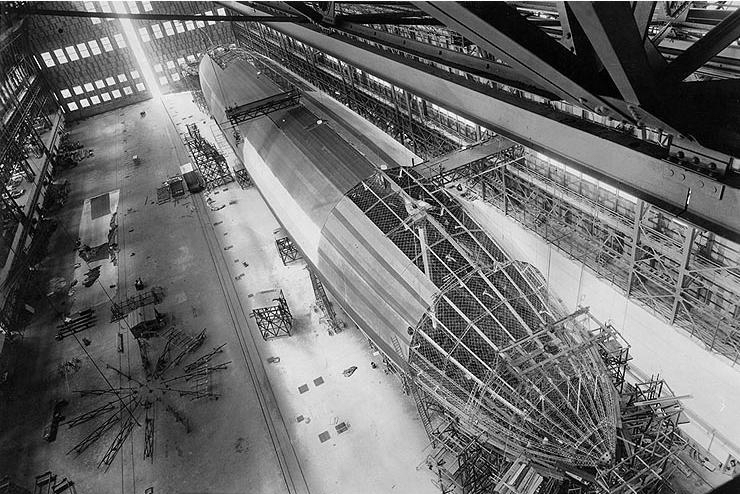
Los dirigibles utilizan el principio de la aerostática.

La aerostática es el estudio de los gases que no están en movimiento. El estudio correspondiente de los gases en movimiento se llama aerodinámica. Es un subcampo de la hidrostática, también conocida como estática de fluidos.
La aerostática estudia la asignación de la densidad, especialmente en el aire. Una de las aplicaciones de esta es la fórmula barométrica.
Un aerostato es más ligero que una nave aérea, tales como un dirigible o un globo, que utiliza los principios de la aerostática de flotabilidad.